# حزب التقدم (إيران)
حزب التقدم (بالفارسية: حزب ترقی) كان حزبًا فاشيًا  في إيران بقيادة عبد الحسين تيمورتاش، وُصِف بأنه الحزب «الزائف» في الحكومة وعلى أنه «وسيلة لتنفيذ النوايا الملكية» للشاه رضا بهلوي. 
على غرار حزب موسوليني الوطني الفاشي وحزب أتاتورك الشعبي الجمهوري،  تبنى الحزب أفكارًا مشابهة لحزب إيران الجديد الذي لم يدم طويلاً. 
مع سقوط عبد الحسين تيمورتاش في أواخر عام 1932، سرعان ما تلاشى الحزب  وتم حظره على أساس أنه يحمل توجهات جمهورية. 